# Emeco 1006

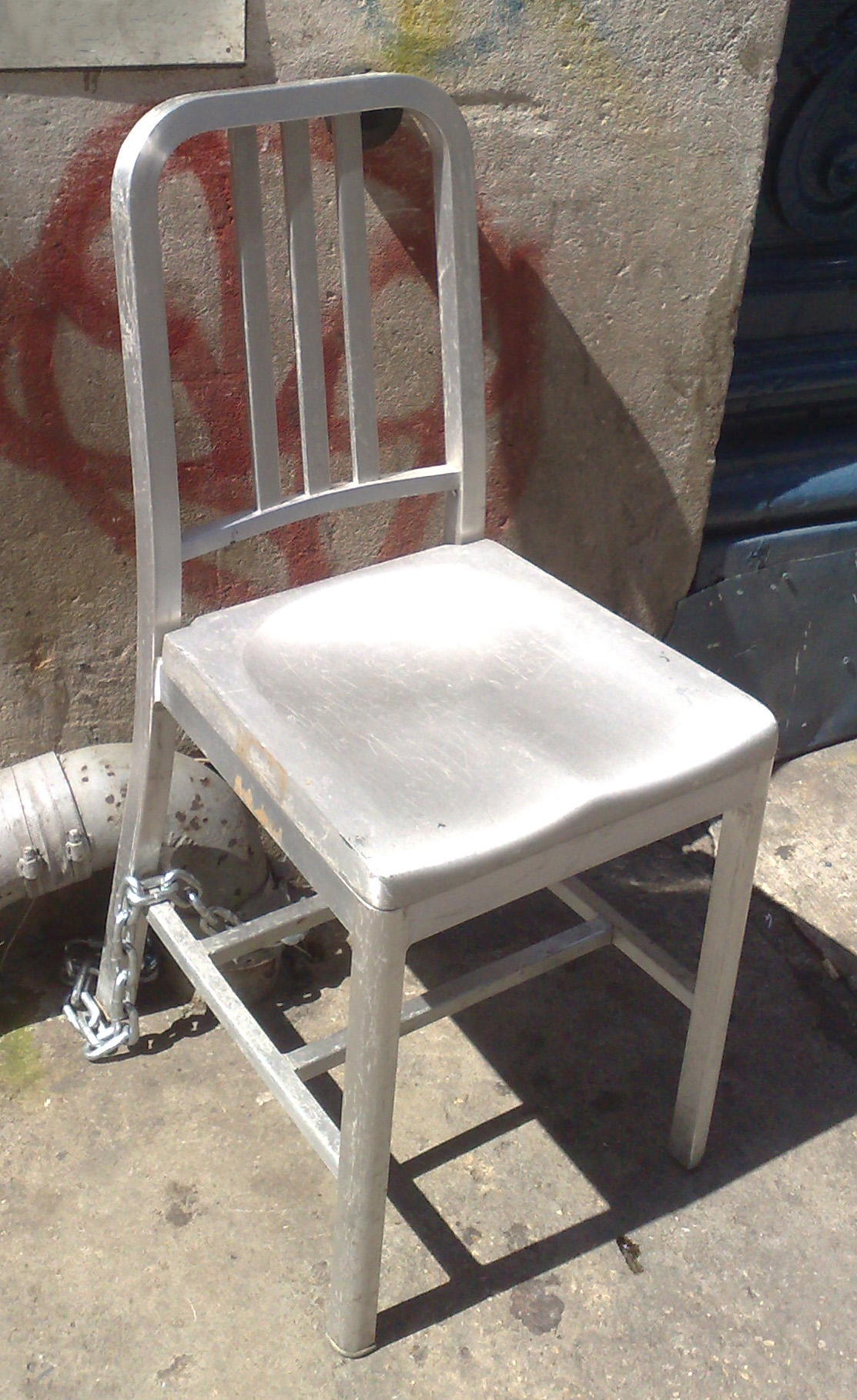
Silla Emeco 1006

Emeco 1006, más conocida como La 1006 o La silla de la marina, es una silla ícono del estilo decorativo estadounidense. Completamente de aluminio producida por la Electric Machine and Equipment Company (Emeco) en Pensilvania, Estados Unidos.

## Historia
La 1006 se encargó en la década de 1940 por la Marina de EE.UU durante la Segunda Guerra Mundial para su uso en buques de guerra, el contrato especifica que "tenía que ser capaces de resistir explosiones de torpedos". Junto con expertos de Alcoa, el fundador de Emeco, Witton C "Bud" Dinges diseñó la 1006, una silla tan duradera que superó con creces las especificaciones de la Marina. Cuando Dinges tiró una silla por la ventana del sexto piso en una feria de muebles de Chicago, que sobrevivido en buen estado a excepción de algunos rasguños. Mayoría de las sillas durante la guerra todavía están en perfecto estado y en ocasiones son disponibles en el mercado de los EE.UU tanto para civiles como para militares de los excedentes de buques de la Armada suspendido su actividad.
A pesar de que empleaba a 300 trabajadores y producía miles de sillas por mes para la Marina en la Segunda Guerra Mundial, Emeco fue menos eficaz en la adaptación de su línea sin cambios de muebles de aluminio para el mercado civil después de la guerra. A partir de 2006, cuenta con 35 trabajadores y una producción de cerca de 1000 sillas al mes. Sin embargo, el Emeco 1006 se ha convertido en un icono del diseño estadounidense, apareciendo regularmente en revistas de diseño, diseños de moda y programas de televisión tales como "Sex and the City" y "House MD". En la década de 2000, 
El proceso de fabricación utilizado para la silla, sin cambios desde 1944, es uno de dos semanas, el 77 por paso el proceso que involucra a doce partes están soldadas entre sí, y luego se muele para crear una perfecta apariencia de una sola pieza. Un tratamiento térmico propia proceso contribuye a la fuerza de la silla, que tiene una esperanza de vida de 150 años y viene con una garantía de por vida.